# شبكة الموسيقى العالمية
شبكة الموسيقى العالمية (بالإنجليزية: World Music Network)‏ هي مؤسسة وعلامة تجارية مقرها المملكة المتحدة متخصصة في الموسيقى العالمية .
يتميز موقع شبكة الموسيقى العالمية بالأخبار والتعليقات وقوائم الموسيقى الحية وأقسام الدليل على الموسيقى العالمية. كما يتميز بمسابقة «معركة الفرق» على الإنترنت.

## التاريخ
تم تأسيس شبكة الموسيقى العالمية في عام 1994 من الزوجين فيل ستانتون وساندرا ألايون، وتتكون من أربعة مشاريع موسيقية وهي : موسيقية - Music Rough Guides و Riverboat Records و Introducing and Think Global . تقوم Music Rough Guides بإصدار مجموعات Rough Guides المضغوطة.
حصلت على ترشيح جائزة Grammy لعام 2009  - الذي حصل أيضًا على جائزة BBC Best Asian Artist في عام 2008  - جائزة WMCE Top Label  وجائزة "Top of the World" من مجلة سنوج لاينز.
تم تقديم World Music Network ، إلى جانب Riverboat Records ، لجائزة WOMEX Label في عام 2013.

## منافسة (صراع الفرق الموسيقية)
يوجد لديهم قسم صراع الفرق الموسيقية (بالإنجليزية:Battle of the Bands) ضمن شبكة World Music Network ، يُدعى الموسيقيون إلى نشر أفضل مقطوعاتهم الأصلية وإنشاء صفحتهم بالصور والنصوص. يقوم أعضاء الجمهور وموظفو شبكة الموسيقى العالمية بمراجعة الفائز والتصويت عليه. يحصل كل فائز على المواد الخاصة به في المشاريع المستقبلية، كما يتم إرسال رابط إلى المسار الفائز إلى عشرات الآلاف من الأشخاص على قوائم بريد شبكة الموسيقى العالمية. من بين الفائزين جوليانو موداريلي وجولابا كوندا (يضم الغامبي جولدي كامارا )